# Kaliber (broń)

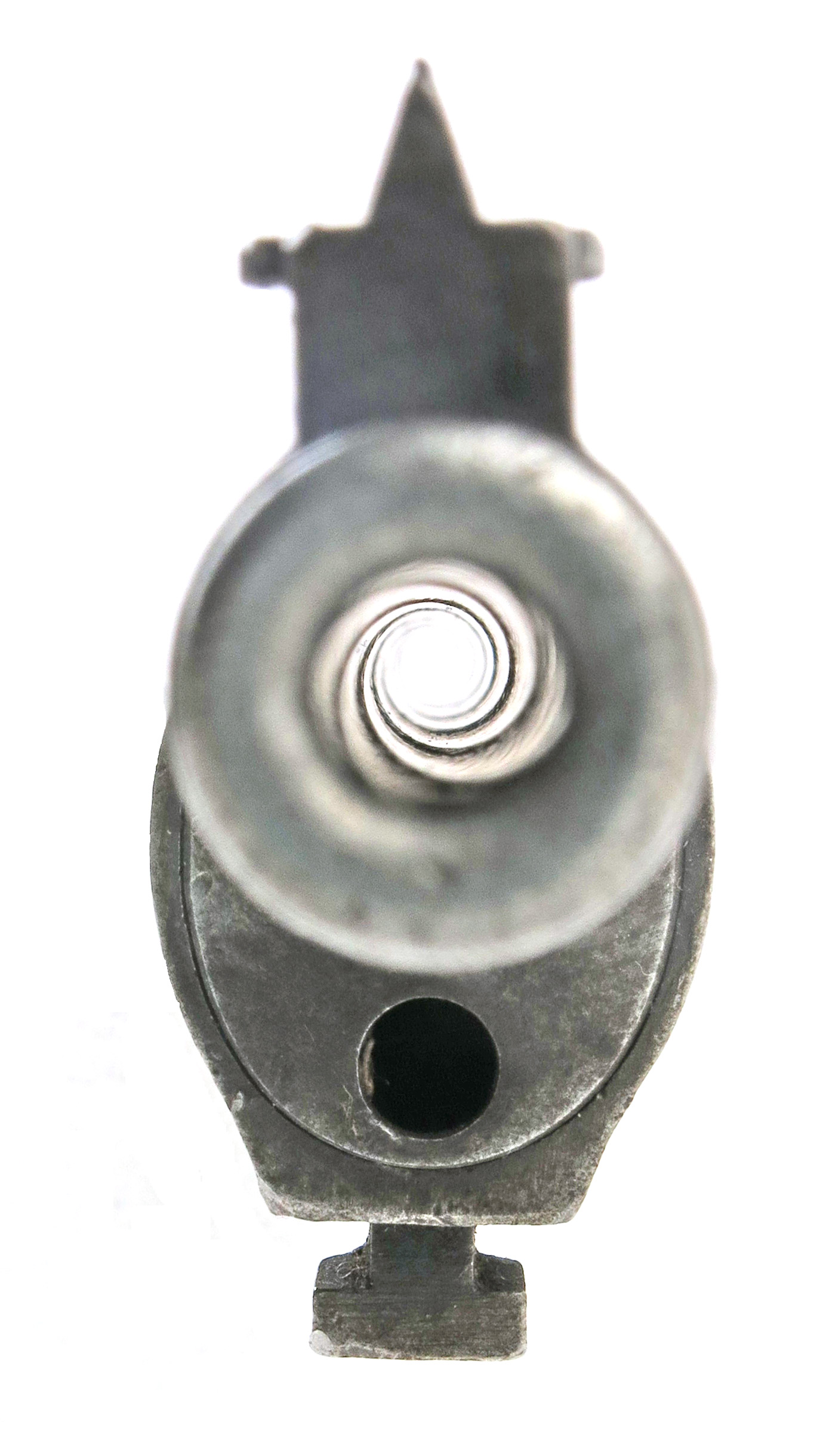
Lufa o kalibrze 7,92 mm karabinu Mauser M1896

Kaliber – średnica wewnętrzna lufy broni palnej lub średnica pocisku. Rzadziej jednostka wagomiaru pocisków lub długości lufy.

## Kaliber (średnica lufy)
Najczęściej termin kaliber stosowany jest do określania najmniejszej średnicy przewodu lufy. W przypadku lufy gwintowanej mierzy się go na polach („występach”) gwintu, rzadziej w jego bruzdach („wgłębieniach”).
Średnica ta może być podawana w:
- milimetrach – sposób określania kalibru stosowany w większości krajów europejskich, np. 7,62 mm, 9 mm, 37 mm, 125 mm,
- centymetrach – przybliżony sposób określania kalibru dział stosowany historycznie w części krajów europejskich,
- calach angielskich, dawniej także liniach (1 linia = 1/10 cala) – stosowany nadal w państwach stosujących jednostki imperialne.

Sposób pomiaru kalibru w calach zastosowali Brytyjczycy pod koniec XIX wieku, a od nich przejęli go Rosjanie. Początkowo więc, gdy kaliber lufy był równy całkowitej liczbie cali, podawano go w calach, np. 2, 3, 4, 5, 10, 15 cali. Natomiast gdy kaliber lufy był różny od całkowitej liczby cali, podawano go w liniach, np. karabin 3-liniowy (7,62 mm), armata 42-liniowa (106,68 mm) – popularna 106,7 mm armata, haubica 48-liniowa (121,92 mm) – popularna radziecka 122 mm haubica M-30, haubica 60-liniowa (152,4 mm), haubica 80-liniowa (203,2 mm). W okresie międzywojennym konstruktorzy posługujący się calami zrezygnowali z linii, zastępując je setnymi lub tysięcznymi częściami cala, np. kaliber .30 = .30 cala = 7,62 mm, kal. .50 = 12,7 mm, kal. .357 = 0,357 cala = 9 mm (stosowany głównie w krajach anglosaskich). W zapisie kalibrów broni strzeleckiej wyrażonych w częściach cala opuszczane są „0” w pozycji jedności ułamka dziesiętnego i nazwa jednostki (cal), a czasem także kropka w funkcji separatora. Z czasem wraz z popularyzacją systemu metrycznego do określania kalibru luf zaczęto stosować jednostki metryczne, które stały się najpopularniejszym obecnie sposobem określania tej wartości.
Istniały także działa przeciwpancerne o stożkowym przewodzie lufy, używające pocisków o specjalnej konstrukcji, w których przewód lufy zwężał się w kierunku wylotu (np. niemieckie działko kalibru 28/20 mm – 2,8 cm sPzB 41).

## Kaliber (średnica pocisku)

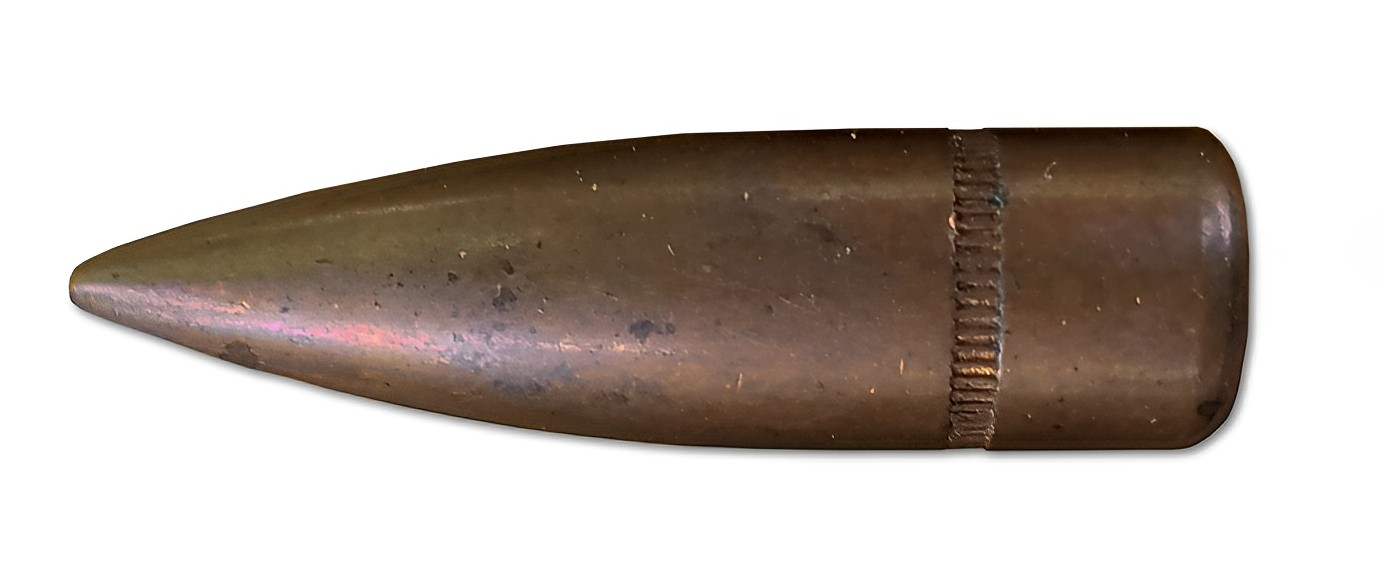
Pocisk o kalibrze 7,62 mm (.30 cala) z naboju .30-06 Springfield

Poprzez kaliber rozumie się również średnicę pocisku. W przypadku pocisków dedykowanych do konkretnego kalibru lufy, do ich oznaczania stosuje się taką samą wartość nominalną (np. pocisk kalibru 7,92 mm do lufy kalibru 7,92 mm), mimo iż w rzeczywistości średnica pocisku i lufy różni się w minimalnym stopniu (np. w przypadku pocisku naboju 7,92 × 57 mm Mauser rzeczywista średnica pocisku wynosi 8,22 mm).
W przypadku pocisków nadkalibrowych i podkalibrowych różnice względem średnicy przewodu lufy są natomiast istotnie większe. Pociski nadkalibrowe mają znacznie większą średnicę, przez co zazwyczaj osadza się je poza lufą (np. granat nasadkowy osadzany przy wylocie lufy). Pociski podkalibrowe mają natomiast znacznie mniejszą średnicę, przez co wystrzeliwane są zazwyczaj przy pomocy (odrzucanych) sabotów i/lub z wykorzystaniem brzechwy ogonowej.
W przypadku określania kalibru pocisków rakietowych i torped wartość ta wyznaczana jest na podstawie największej średnicy ich korpusu.

## Kaliber (wagomiar)

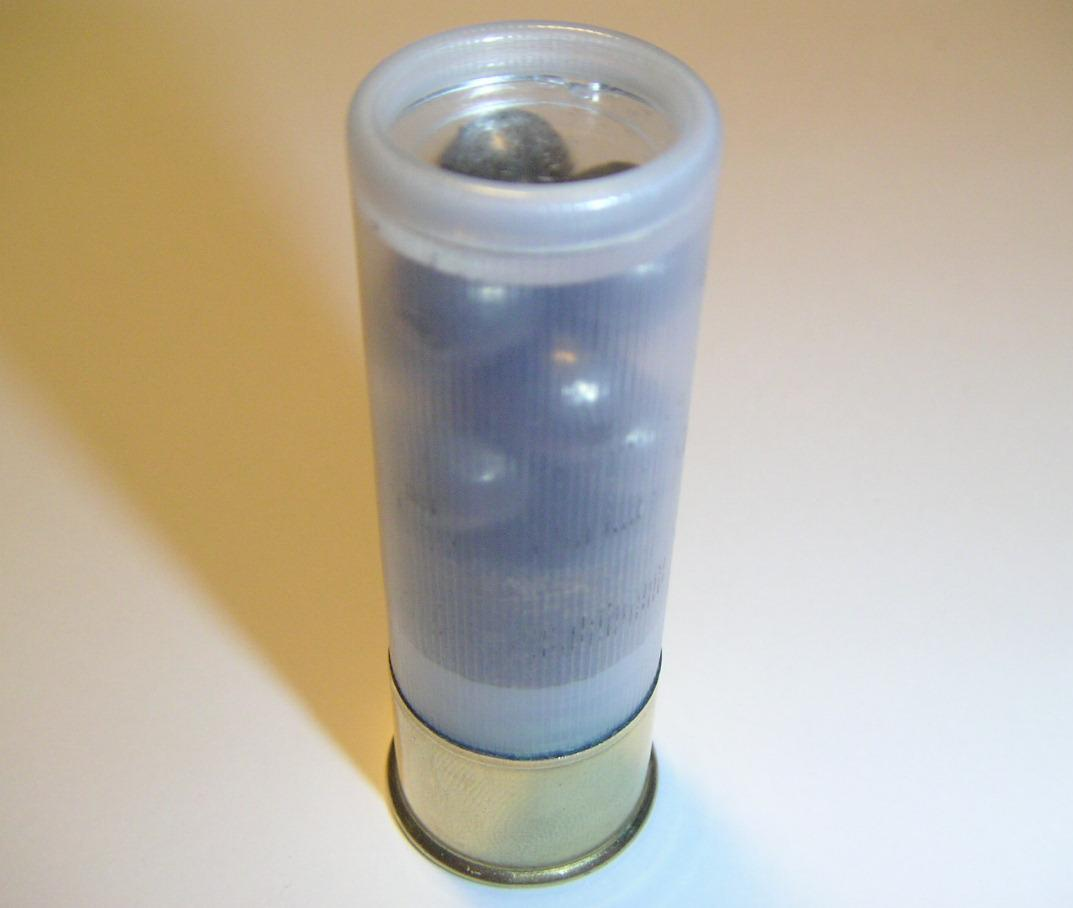
Nabój o kalibrze 12 (do strzelby) wypełniony loftkami

Kaliber może również odnosić się do wagomiaru pocisków stosowanych do danej broni palnej. Oznacza on w takim wypadku liczbę pocisków kulistych o średnicy lufy, które można odlać z jednego funta brytyjskiego ołowiu. Także i ta wartość przekłada się ostatecznie na średnicę wewnętrzną lufy (im mniejsza liczba kul - tym większa średnica lufy). Współcześnie kalibry wagomiarowe używane są do broni śrutowej przy czym najpopularniejsze z nich to: 12, 16 i 20. Podanie kalibru w postaci ułamka, np. 12/70 określa oprócz samego kalibru wagomiarowego długość łuski podaną w mm, co przekłada się na min. długość komory nabojowej broni, w jakiej tę amunicję można stosować.
Wariantem tego systemu było podawanie wagi samych pocisków w funtach, co stosowano do dział artyleryjskich (np. armata 24-funtowa - wystrzeliwująca pociski ważące 24 funty). Początkowo (zwłaszcza w Royal Navy) używano systemu określania kalibru artylerii wywodzącego się z początków konstrukcji artyleryjskich, który określał kaliber za pomocą wagi (w funtach) wystrzeliwanych pocisków. Początkowo każde pojedyncze działo różniło się od innych dział, toteż ładunek pasujący do jednego działa mógł nie pasować do żadnego innego. Początek rewolucji przemysłowej i produkcji masowej dział doprowadził do standaryzacji kilku podstawowych rozmiarów dział. To z kolei doprowadziło do przypisania konkretnych oznaczeń liczby funtów (pounder – pdr) konkretnym kalibrom dział, choć wagi pocisków dla konkretnego działa mogły się znacząco różnić w zależności od typu pocisku. Mimo to oznaczenia pdr nie zarzucono aż do okresu po drugiej wojnie światowej. Dla dział większych niż 25 pdr (a czasem nawet niektórych mniejszych) Royal Navy stosowała zarówno imperialny, jak i metryczny system miar, czasami zamiennie. W ostatnich latach jednak flota brytyjska przeszła całkowicie na system metryczny.

## Kaliber (długość lufy)

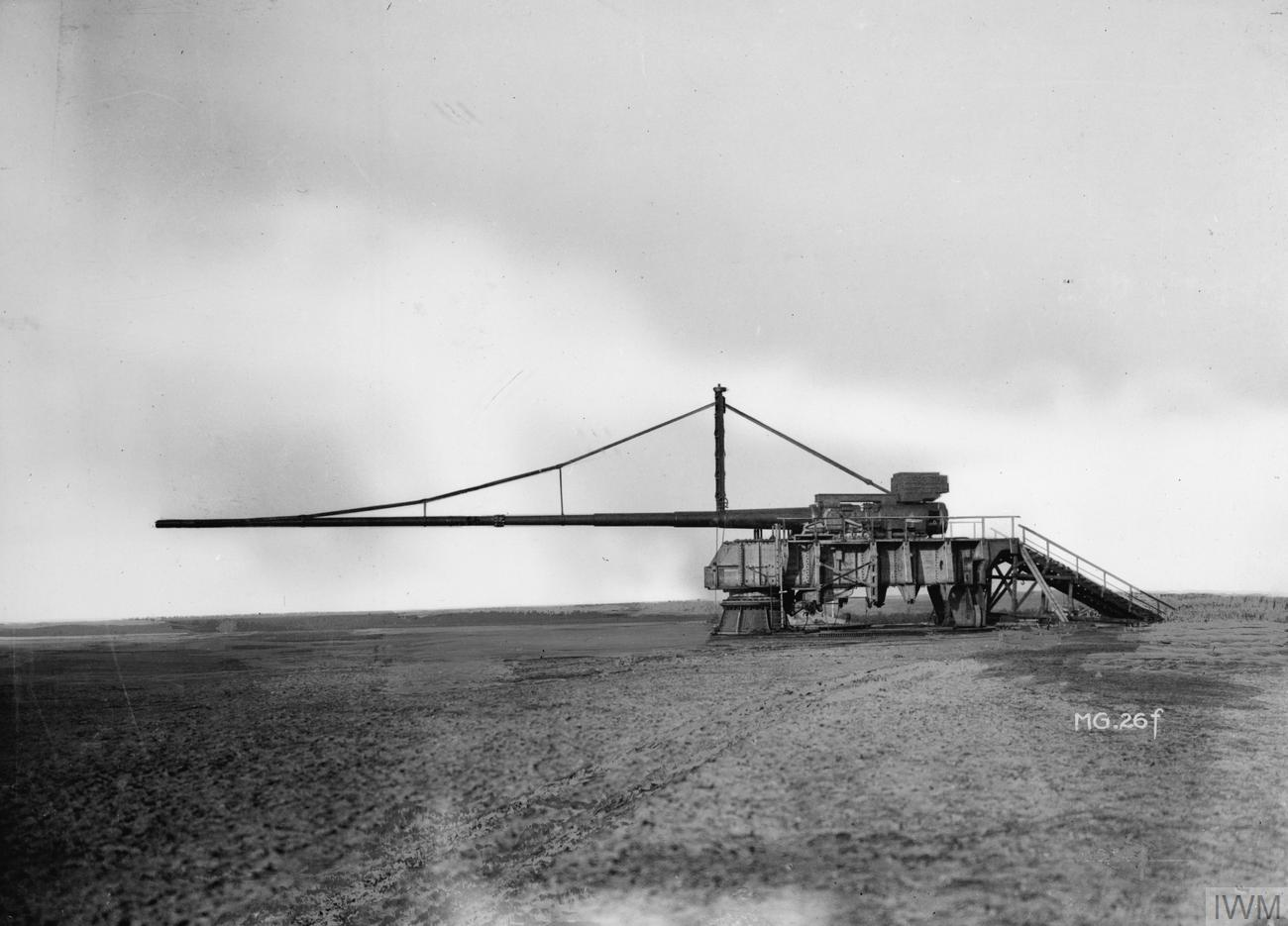
Działo paryskie z lufą długości 176 kalibrów (L/176)

„Liczba kalibrów” może też służyć do określania długości względnej luf dział o danym kalibrze, na przykład długość lufy radzieckiej haubicy M-30 (średnicy 121,92 mm) wynosi 22,7 kalibrów (czyli 2800 mm).
Przyjętym sposobem oznaczania długości lufy w kalibrach jest oznaczenie: L/liczba, na przykład L/45 (czyli lufa o długości 45 kalibrów). W niektórych państwach stosowane było także określenie długości lufy w kalibrach po ukośniku po kalibrze w milimetrach, np. 155/45.
Określanie długości względnej lufy w kalibrach nie było jednak całkowicie porównywalne, gdyż np. w Wielkiej Brytanii i Włoszech uwzględniano tu długość samego przewodu lufy, a w Niemczech i Austro-Węgrzech długość lufy razem z komorą nabojową, więc pomimo takiego samego oznaczenia długości lufy w kalibrach, te drugie działa były nieco krótsze. Wymiar ten również często był zaokrąglany.

## Przeliczniki jednostek kalibru
| Milimetry  | Cale         | Wagomiar | Pounder | Przykłady amunicji |
| ---------- | ------------ | -------- | ------- | --- |
| 4 mm       | .172         |          |         | .17 HMR, .17 Hornet, .17 Winchester Super Magnum, .17 Remington, .17 Ackley Bee, .17 CCM, .17 Mach IV |
| 5,5–5.6 mm | .22/.223     |          |         | .22 Short, .22 Long, .22 Long Rifle, .22 Extra Long, .22 Remington Automatic, .22 WMR (Magnum), .22 Hornet, 5,56 mm NATO, .222 Remington, .223 Remington                                                           |
| 6 mm       | .243         |          |         | .243 Winchester, .244 Remington, 6 mm Remington, 6 mm ARC (Advanced Rifle Cartridge) |
| 6,35 mm    | .25          |          |         | .25 ACP (6,35 Browning), .25 NAA |
| 6,5 mm     | .26          |          |         | 6,5 × 55 mm, .260 Remington, 6,5 Creedmoor, 6,5 mm Grendel, 6,5 × 50 mm SR Arisaka, 6,5 × 47 mm Lapua, 6,5 × 55 mm Swedish, 6,5 × 68 mm                                                                            |
| 6,8 mm     | .27          |          |         | .270 Winchester, 6,8 SPC, .270 Weatherby Magnum, .270 British |
| 7 mm       | .284         |          |         | .280 Remington, 7 mm-08 Remington, 7 mm Weatherby Magnum, 7 mm Remington Magnum, 7 × 57 mm Mauser, 7 × 64 mm |
| 7,62 mm    | .30          |          |         | 7,62 × 25 mm TT, 7,62 × 39 mm, 7,62 × 54 mm R, .30 Carbine, .30-06 Springfield, .300 Lapua Magnum, .300 Weatherby Magnum, .300 Winchester Magnum, 7,62 mm NATO, .308 Winchester, .300 AAC Blackout, 7,62 × 38 mm R |
| 7,65 mm    | .32          |          |         | .32 ACP (7,65 Browning), .32 Remington, .32 S&W, .32 Long Colt, .32 S&W Long, .32 H&R Magnum, .327 Federal Magnum                                                                                                  |
| 7,7 mm     | .303         |          |         | .303 British, 7,7 × 58 mm |
| 7,92 mm    | .312         |          |         | 7,92 × 57 mm Mauser, 7,92 × 33 mm Kurz |
| 8,6 mm     | .338         |          |         | .338 Lapua Magnum, .338 Norma Magnum, .338 Winchester Magnum, .338-378 Weatherby Magnum, .338 Whisper, .338 Marlin Express, .338 Edge, .338 Federal, .338 Ruger Compact Magnum                                     |
| 9 mm       | .355         |          |         | 9 mm Parabellum, 9 mm Browning Long, 9 mm Winchester Magnum, 9 × 21 mm, 9 mm Steyr |
| 9 mm       | .356         |          |         | .380 ACP (9 × 17 mm Short), 9 × 56 mm Mannlicher-Schoenauer, 9 mm × 57 mm Mauser |
| 9 mm       | .38/.357     |          |         | .38 Super, .38 Special, .357 Magnum, .357 SIG, .35 Remington, .35 Whelen, .35 Winchester |
| 9 mm       | .363         |          |         | 9 × 18 mm Makarow |
| 9,3 mm     | .365         |          |         | 9,3 × 62 mm, 9,3 × 64 mm Brenneke, 9,3 × 74 mm R |
| 9,5 mm     | .375         |          |         | .375 H&H Magnum, .375 Ruger, .375 Weatherby Magnum, .375 Winchester, .375 Remington Ultra Magnum, .375 CheyTac, .376 Steyr, .375 Dakota                                                                            |
| 10 mm      | .40          |          |         | 10 mm Auto, .40 S&W, .400 CorBon |
| 10,36 mm   | .408         |          |         | .408 CheyTac |
| 10,41 mm   | .41          |          |         | .41 AE (Action Express), .410 |
| 10,6 mm    | .416         |          |         | .416 Rigby, .416 Ruger, .416 Taylor, .416 Remington Magnum, .416 Weatherby Magnum, .416 Barrett |
| 10,9 mm    | .44          |          |         | .444 Marlin, .44 S&W Russian, .44 S&W Special, .44 Remington Magnum, .440 Cor-Bon, .44-40 WCF |
| 11,43 mm   | .45          |          |         | .45 ACP, .45 GAP, .45 Colt, .455 Webley, .45-70 Government |
| 11,6 mm    | .458         |          |         | .458 × 2-inch American, .458 Express, .458 Lott, .458 SOCOM, .458 WInchester Magnum |
| 12,7 mm    | .50          |          |         | .50 BMG, .50 AE (Action Express), .50 Beowulf, .500 S&W Magnum |
| 13 mm      | .510         |          |         | .50 Peacekeeper, .50 Alaskan, .500 Jeffery, .500 Nitro Express, .500 A-Square, .510 Whisper, .510 DTC EUROP |
| 14,9 mm    | .585         |          |         | .577 Tyrannosaur, .585 Nyati |
| 14.0 mm    | .550         | 28       |         | |
| 15,6 mm    | .615         | 20       |         | |
| 16,8 mm    | .663         | 16       |         | |
| 18,5 mm    | .729         | 12       |         | |
| 19,7 mm    | .775         | 10       |         | |
| 21,2 mm    | .835         | 8        |         | |
| 23,3 mm    | .919         | 6        |         | |
| 26 mm      | 1.052 in     | 4        |         | Race sygnałowe (np. do pistoletów wz. 78, SPSz, Hebel M.1894) |
| 33,7 mm    | 1.326 in     | 2        |         | |
| 30 mm      | 1.18 in      |          |         | 30 × 113 mm, 30 × 29 mm B, 30 × 173 mm |
| 37 mm      | 1.46 in      |          | 1 pdr   | |
| 40 mm      | 1.57 in      |          | 2 pdr   | 40 × 46 mm SR, 40 × 53 mm, 40 × 47 mm |
| 50 mm      | 1.97 in      |          | 4 pdr   | |
| 57 mm      | 2.24 in      |          | 6 pdr   | |
| 65–70 mm   | 2.55–2.75 in |          | 9 pdr   | |
| 75 mm      | 2.95 in      |          | 12 pdr  | |
| 76,2 mm    | 3.00 in      |          | 17 pdr  | |
| 83,8 mm    | 3.30 in      |          | 18 pdr  | |